# Hunderup Sogn
Hunderup Sogn er et sogn i Ribe Domprovsti (Ribe Stift).
I 1800-tallet var Hunderup Sogn anneks til Vilslev Sogn. Begge sogne hørte til Gørding Herred i Ribe Amt. Vilslev-Hunderup sognekommune blev i 1925 delt så hvert sogn blev en selvstændig sognekommune. Ved kommunalreformen i 1970 blev Vilslev indlemmet i Ribe Kommune, og Hunderup blev indlemmet i Bramming Kommune. Ribe Kommune og Bramming Kommune indgik begge i Esbjerg Kommune ved strukturreformen i 2007.
I Hunderup Sogn ligger Hunderup Kirke.
I sognet findes følgende autoriserede stednavne:
- Alsbro (bebyggelse)
- Hunderup (bebyggelse, ejerlav)
- Hunderup Mark (bebyggelse)
- Katrad (bebyggelse)
- Kragelund (bebyggelse, ejerlav)
- Kærgårdsmark (bebyggelse)
- Sejstrup (bebyggelse, ejerlav)
- Strat (bebyggelse)